# Georges Kwaïter
Georges Ibrahim Kwaïter BS (* 28. April 1928 in Damaskus, Syrien; † 26. Juli 2011) war ein syrischer Ordensgeistlicher und Erzbischof der Melkitischen Griechisch-Katholischen Kirche von Sidon im Libanon.

## Leben
Georges Kwaïter legte am 15. Juli 1951 in der Ordensgemeinschaft der Melkitischen Basilianer vom Heiligsten Erlöser die Ordensgelübde ab und empfing am 13. Juni 1954 die Priesterweihe.
Am 23. Juli 1987 wählte ihn die mit der römisch-katholischen Kirche unierte melkitische Bischofssynode mit Zustimmung von Papst Johannes Paul II. als Nachfolger von Ignace Raad zum Erzbischof von Sidon. Der Patriarch von Antiochien Maximos V. Hakim spendete ihm am 23. Oktober 1987 die Bischofsweihe. Als Mitkonsekratoren assistierten der Weihbischof in Jerusalem und spätere Patriarch von Antiochien Gregor Laham und Erzbischof François Abou Mokh BS.
Georges Kwaïter war Mitkonsekrator bei Salim Ghazal BS und seinem späteren Nachfolger Elie Bechara Haddad BS. 2006 wurde seinem altersgemäßen Ruhestandsgesuch von Papst Benedikt XVI. stattgegeben.